# يوشينوري دوإي
يوشينوري دوإي (باليابانية: 土居 義典) (2 أبريل 1972 في ناروتو في اليابان – )؛ هو لاعب كرة قدم ياباني سابق كان يلعب كمدافع.

## وصلات خارجية
- يوشينوري دوإي على موقع رابطة كرة القدم اليابانية للمحترفين (اليابانية)
- يوشينوري دوإي على موقع عالم كرة القدم.نت (الإنجليزية)